# Kostrzewa karpacka
Kostrzewa karpacka (Festuca carpathica F.Dietr.) – gatunek trawy z rodziny wiechlinowatych (Poaceae). Występuje w Karpatach – od Rumunii, poprzez Ukrainę po Polskę i Słowację. W Polsce rośnie tylko w Tatrach.

## Morfologia

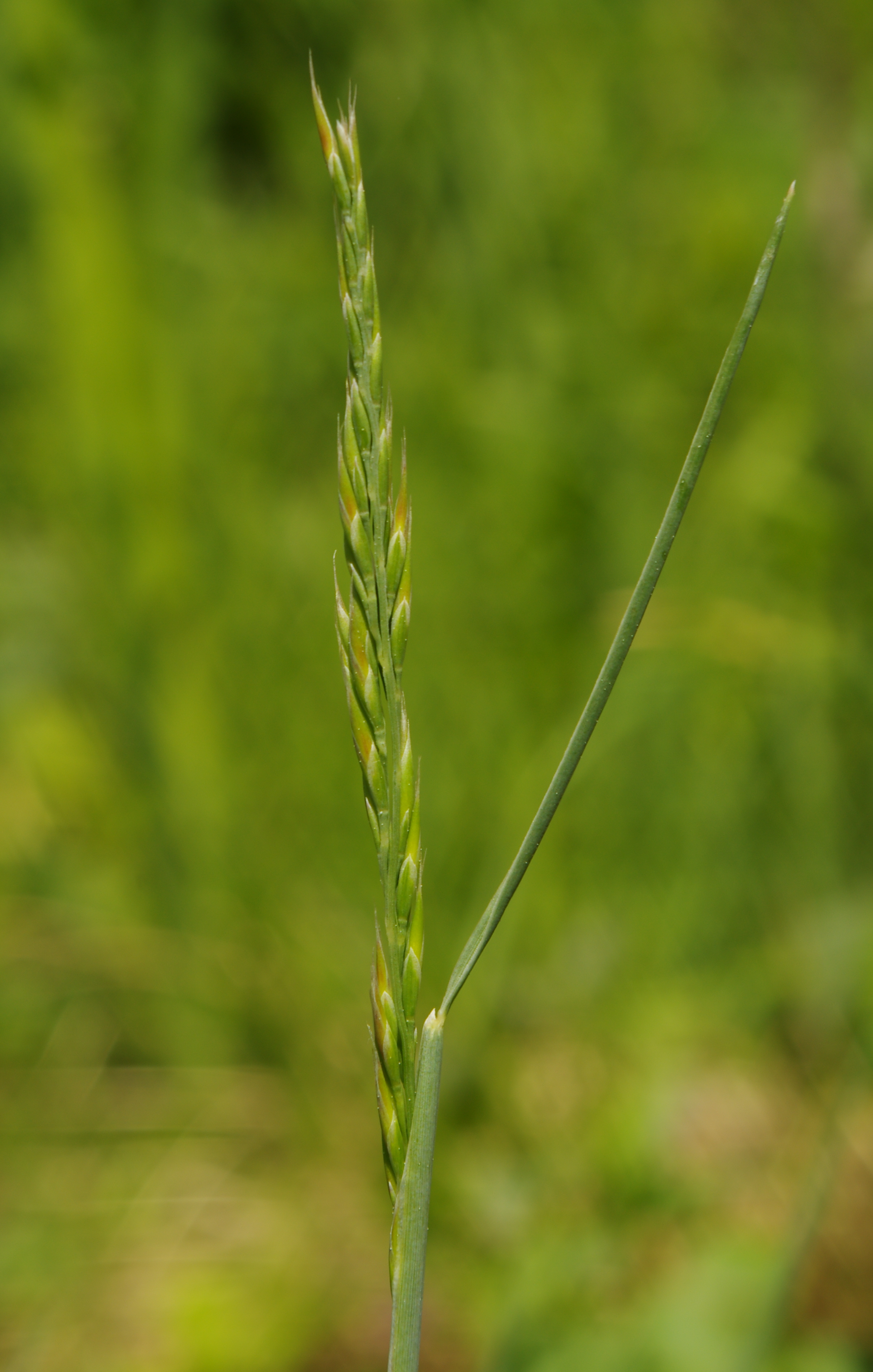
Kwiatostan

PokrójKępkowa trawa o wysokości do 70 cm.
ŁodygaWzniesiona, z krótkimi rozłogami. Oprócz pędów kwitnących występują także pędy płonne. Ich nasady okryte są 4-5 jajowatymi, lśniącymi łuskami o barwie szarej lub jasnobrunatnej. Wyżej łuski te stopniowo przechodzą w liście.
LiścieLancetowate, płaskie,  o szerokości 4-5 mm, na górnej stronie sine. Języczek liściowy bez uszek, nie szerszy, niż nasada blaszki. Pochwy liściowe gładkie, zamknięte tylko u nasady.
KwiatyZebrane w szorstką wiechę o gładkich i wzniesionych gałązkach podstawowych. Jej kłoski mają długość do 9 mm, są 3-5 kwiatowe i zazwyczaj fioletowo nabiegłe. Dolna plewka ma długość do 5 mm, jest bezostna, na szczycie błoniasta i przeważnie postrzępiona. Słupek gęsto owłosiony.

## Biologia i ekologia
Bylina, hemikryptofit. Kwitnie od lipca do sierpnia. Rośnie na bujnych górskich łąkach, na skałach, głównie na podłożu wapiennym. W klasyfikacji zbiorowisk roślinnych  gatunek charakterystyczny dla związku  zespołu Festucetum carpaticae i  gatunek wyróżniający dla zespołu Poo-Arabidetum.